# Edward Rastawiecki

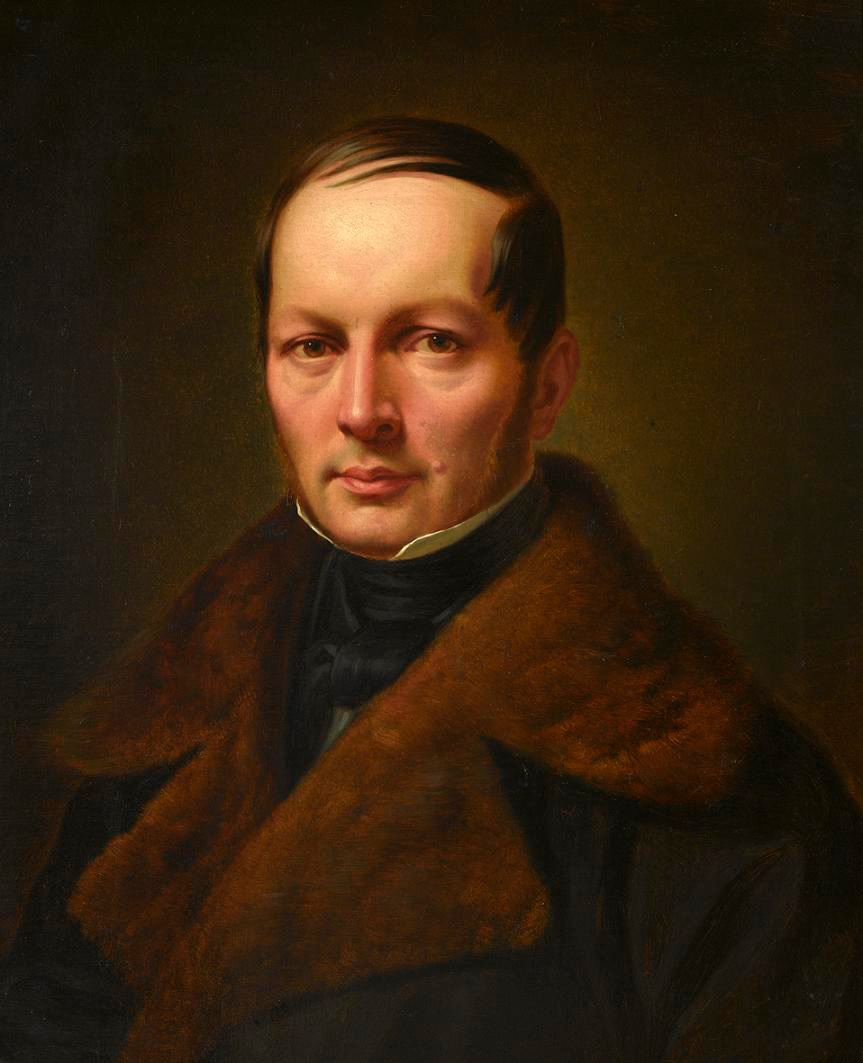
Edward Rastawiecki - obraz Jana Ksawerego Kaniewskiego

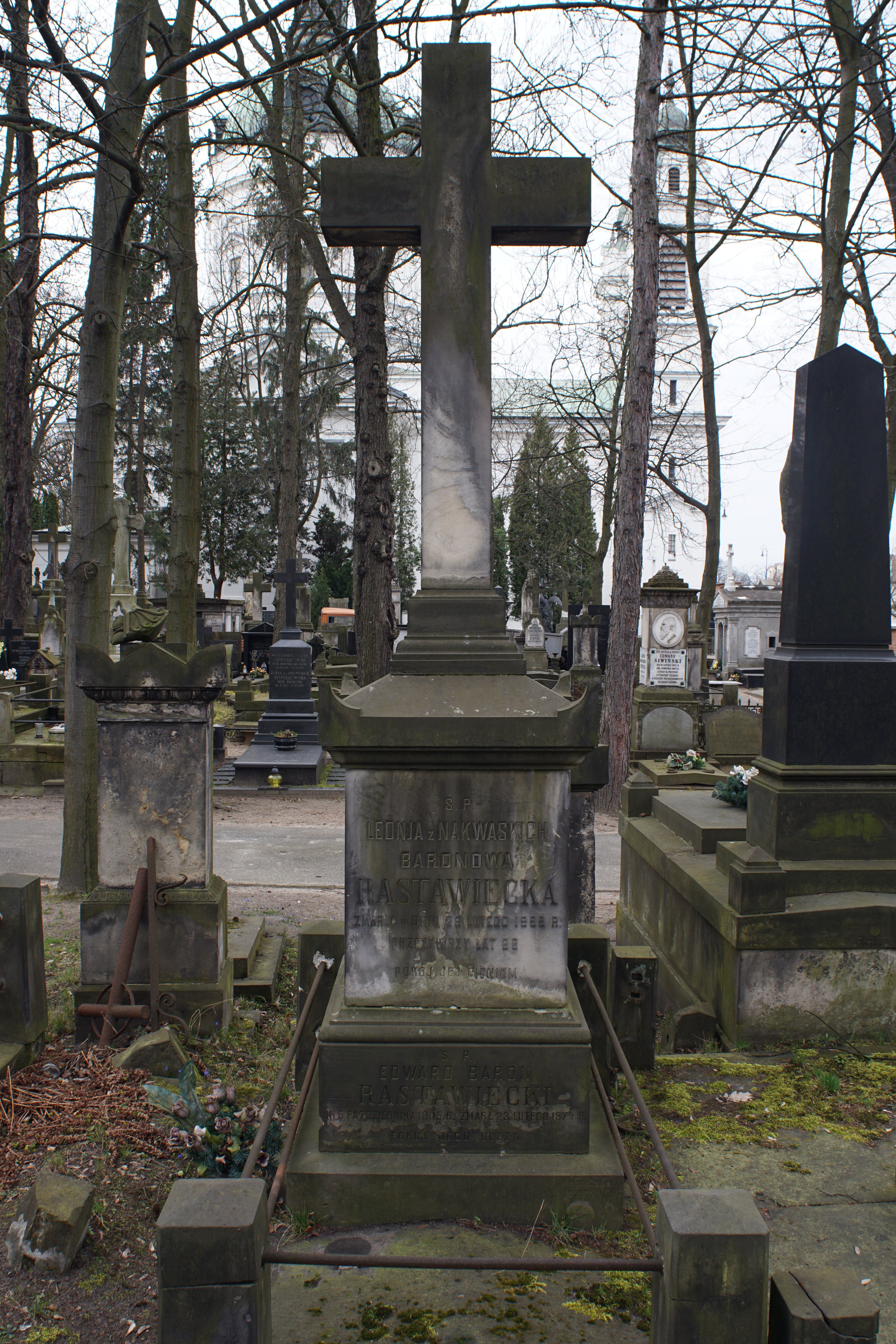
Grób Edwarda Rastawieckiego na cmentarzu Powązkowskim

Edward baron Rastawiecki (ur. 2 października 1804 w Nowosiółkach na Lubelszczyźnie, zm. 23 lutego 1874 w Warszawie) – kolekcjoner i mecenas sztuki, członek Towarzystwa Zachęty Sztuk Pięknych, członek Towarzystwa Rolniczego w Królestwie Polskim.

## Życiorys
Pochodził z zamożnej polskiej rodziny arystokratycznej, w której protoplastą możności rodziny był dziadek Edwarda barona Rastawieckiego, Andrzej Rastawiecki który od Józefa II uzyskał tytuł barona Galicji. Sam Edward urodził się w dworku w Nowosiółkach, który znajdował się nieopodal budowanej w tym samym czasie z fundacji Ludwika barona Rastawieckiego świątyni greckokatolickiej. Jego matką była Teresa Krajewska z Krajewa herbu Trzaska, która pochodziła z bogatej rodziny. Ojcem był Ludwik baron Rastawiecki, który w 1803 roku zakupił majątek w Nowosiółkach. Rodzice chcąc zapewnić jak najlepszego wykształcenie synowi w 1816 roku wyjechali do Warszawy, gdzie Edward baron Rastawiecki podjął naukę  w Liceum Warszawskim. Po nauce w Liceum Warszawskim ukończył 1829 studia na wydziale administracyjnym Królewskiego Uniwersytetu Warszawskiego. Do 1830 pracował jako aplikant w Banku Polskim, a następnie był doradcą w Towarzystwie Kredytowym Ziemskim. Odziedziczony majątek pozwolił mu na poświęcenie się nauce. Radca Dyrekcji Głównej Towarzystwa Kredytowego Ziemskiego w Królestwie Polskim z województwa lubelskiego w 1834 rokuDzięki jego wsparciu finansowemu ukazała się praca Ignacego Zagórskiego pt. Monety dawnej Polski, jako też prowincji i miast do niej niegdyś należących, z trzech ostatnich wieków (1845). Wspierał rozwój polskiej archeologii, finansując prace archeologiczne w Królestwie Polskim. Był członkiem od 1846 Cesarskiego Towarzystwa Historii i Starożytności Rosyjskich oraz od 1850 Towarzystwa Naukowego w Krakowie. Działał w Towarzystwie Zachęty Sztuk Pięknych. Członek Towarzystwa Rolniczego w Królestwie Polskim w 1858 roku. W latach 1860–1866 był jego wiceprezesem, a w roku 1868 został wieczystym i honorowym członkiem Towarzystwa.
Odbywał podróże po Europie w poszukiwaniu źródeł do dziejów polskich. W czasie podróży po Polsce kompletował kolekcję dzieł sztuki, m.in. gromadził monety i obrazy. Zbiory te odkupił Seweryn Mielżyński, który przekazał je Towarzystwu Przyjaciół Nauki w Poznaniu oraz Gabinetowi Archeologicznemu Uniwersytetu Jagiellońskiego. W Bibliotece Warszawskiej publikował artykuły z historii sztuki.
Edward Rastawiecki zmarł w swoim warszawskim pałacyku przy ulicy Mazowieckiej 14. Został pochowany na cmentarzu Powązkowskim (kwatera 3-5-4).

## Rodzina
Jego ojcem był Ludwik Mikołaj Adam baron Rastawiecki, senator-kasztelan Królestwa Polskiego, a matką Teresa z Krajewskich. Jego żoną była Leonia Nakwaska (1818–1886). Małżeństwo było bezdzietne. 

## Dzieła
- Mapografia dawnej Polski, 1846;
- Słownik malarzy polskich tudzież obcych w Polsce osiadłych lub czasowo w niej przebywających, t. 1-3, 1850-1857;[5][6][7]
- Słownik rytowników polskich, 1886;[8]
- Wzory sztuki średniowiecznej i z epoki Odrodzenia w dawnej Polsce, 1853-1858; i inne.